# Hipposideros diadema
Hipposideros diadema је сисар из реда слепих мишева и фамилије Hipposideridae.

## Угроженост
Ова врста није угрожена, и наведена је као последња брига јер има широко распрострањење.

## Распрострањење
Ареал врсте Hipposideros diadema обухвата већи број држава. 
Врста је присутна у Аустралији, Индији, Тајланду, Лаосу, Бурми, Вијетнаму, Малезији, Индонезији, Филипинима, Соломоновим острвима, Источном Тимору, Папуи Новој Гвинеји, Брунеју и Камбоџи.

## Станиште
Станишта врсте су шуме и морски екосистеми до 1300 метара надморске висине.

## Начин живота
Женка обично окоти по једно младунче.